# ぼかし (浮世絵)
ぼかしとは浮世絵版画における摺りの技法の一種である。
空、海、山、川などの部分に濃淡をつけて空間や塊を表現するもので、文化頃から板ぼかしが使用されるようになり、天保初期から拭きぼかし、当てなしぼかしなどが多く用いられるようになった。
板ぼかしとは、ぼかす部分の版木を木賊、椋の葉を使用して磨いて版面に傾斜をつけて摺るとガサッとした独特のぼかし効果が得られる。うねるような土坡の表現に用いられる。歌川国虎の錦絵『近江八景　三井晩鐘』の土坡がよく知られる。
拭きぼかしとは、ぼかしたい部分の版木をぬれ雑巾で拭いて、その上に絵具をのせ、刷毛で摺ると、水分に絵具が広がって紙にぼかしの表現ができる。水平で真っ直ぐなぼかしを「一文字ぼかし」といい、画面の最上部の一文字ぼかしを「天ぼかし」という。
当てなしぼかしとは、ぼかす部分の版木に水を垂らし、そこに絵具を含ませて摺ると、当てがなく偶然の形に滲んでぼかしが生じる。歌川広重の『名所江戸百景』におけるむら雲などの表現に使用されている。